# گنبد میل صفی
گنبد میل صفی مربوط به دوره ساسانیان است و در شهرستان سرپل ذهاب، بخش مرکزی، دهستان دشت ذهاب، ۱۵۰ متری غرب روستای کوئیک صیفوری واقع شده و این اثر در تاریخ ۱۸ اسفند ۱۳۸۷ با شمارهٔ ثبت ۲۴۸۴۳ به‌عنوان یکی از آثار ملی ایران به ثبت رسیده است.